# The Night at the Museum
The Night at the Museum (Nederlands: De nacht in het museum) is een Amerikaans kinderboek van de kroatische schrijver Milan Trenc, uitgegeven door Barron's Educational Series in 1993.  Het boek werd heruitgegeven in 2007. In 2013 kwam er een vervolg Another Night at the Museum.

## Verhaal
Hector is de nieuwe nachtwaker in het American Museum of Natural History. In zijn eerste nacht ontdekt hij dat de museumstukken 's nachts tot leven komen. Dus moet hij niet de museumstukken beschermen van de buitenwereld, maar de buitenwereld beschermen tegen de museumstukken.

## Heruitgave
In 2007 werd dit boek heruitgegeven en verkocht in het American Museum of Natural History wegens het succes van de verfilming van dit boek. De naam van de nachtwaker verandert echter van Hector naar Larry zoals het personage genoemd wordt in de verfilming.

## Verfilming
In 2006 werd het boek verfilmd. Het ging op 22 december 2006 in première met in de hoofdrol Ben Stiller. De film werd geregisseerd door Shawn Levy. De film werd ook in 2006 verwerkt in een jeugdroman genaamd Night at the Museum: The Junior Novelization door Leslie Goldman.